# 산청 왕산사지
산청 왕산사지(山淸 王山寺址)는 대한민국 경상남도 산청군 금서면 화계리에 있는, 구형왕릉에서 약 1km 떨어진 산기슭에 있는 왕산사(王山寺)로 전하는 사찰이다. 1997년 1월 30일 경상남도의 기념물 제164호로 지정되었다.

## 개요
구형왕릉에서 약 1km 떨어진 산기슭에 있는 왕산사로 전하는 절터이다.
이 절에 대한 정확한 내력은 알 수 없으나 『왕산사기』에 기록된 내용으로 미루어 가락국 제10대 구형왕(재위 521∼532)과 관련이 있었던 것으로 추정한다.
이곳에 남아 있는 축대와 주춧돌, 우물지, 비대석 등과 주변에서 많이 출토되는 기와조각으로 볼 때 당시 왕산사가 큰 절이었음을 추측할 수 있다.

## 같이 보기
- 산청 전 구형왕릉 - 사적 제214호

## 참고 자료
- 산청 왕산사지 - 국가유산청 국가유산포털